# Margaret Mayo
Margaret Mayo, född 19 november 1882 i Brownsville, White County, Illinois, död 25 februari 1951 i Ossining, New York, var en amerikansk författare och manusförfattare.